# Municipi de Blagòevgrad
El municipi de Blagòevgrad (búlgar: Община Благоевград) és un municipi búlgar pertanyent a la província de Blagòevgrad, amb capital a la ciutat homònima. Es troba al nord-oest de la província i pel seu terme municipal hi passa la carretera E79 que uneix Sofia amb Salònica.
L'any 2011 tenia 77.441 habitants, el 88,72 búlgars i un 2,37% gitanos. Nou de cada deu habitants del municipi viu a la capital municipal, Blagòevgrad.

## Localitats
Juntament amb la capital municipal hi ha els següents pobles més al municipi:
| - Belo Pole - Bistritsa - Buchino - Balgarchevo - Debochitsa - Delvino - Drenkovo - Dabrava - Elenovo - Gabrovo - Gorno Harsovo - Ízgrev - Klisura | - Leshko - Lisiya - Logodazh - Marulevo - Moshtanets - Obel - Padesh - Pokrovnik - Riltsi - Selishte - Tserovo - Zelendol |